# Hallaryds församling
Hallaryds församling är en församling i Göteryds pastorat i  Allbo-Sunnerbo kontrakt, Växjö stift och i Älmhults kommun i Kronobergs län.
Församlingskyrka är Hallaryds kyrka.

## Administrativ historik
Församlingen har medeltida ursprung.
Församlingen utgjorde ett eget pastorat till 1962 då den bildade pastorat med Göteryds och Pjätteryds församlingar.

## Kyrkoherdar
| Ämbetstid | Namn                              | Levnadstid | Övrigt                                      |
| --------- | --------------------------------- | ---------- | ------------------------------------------- |
| 1545–1558 | Jöns                              |            |                                             |
| 1563      | Erik Magni                        |            |                                             |
| 1564–1566 | Germund Jonae                     |            | Senare kyrkoherde i Göteryds församling.    |
| 1567–1586 | Germund Petri Krok                |            | Senare kyrkoherde i Långaryds församling.   |
| 1586–1597 | Olaus Magni                       |            |                                             |
| 1598–1638 | Petrus Petri                      | –1638      |                                             |
| 1638–1659 | Andreas Hallarydensis (Hallander) | –1659      |                                             |
| 1659–1667 | Ericus Dryander                   |            | Senare kyrkoherde i Göteryds församling.    |
| 1668–1675 | Benedictus Jonae Wigaeus          | 1630–1675  |                                             |
| 1675–1696 | Erlandus Magni Colliander         | 1616–1696  |                                             |
| 1696–1719 | Ericus N. Osander                 | 1659–1719  |                                             |
| 1719–1728 | Magnus Colliander                 | 1680–1728  |                                             |
| 1729      | Bent Thillman                     | 1691–1729  |                                             |
| 1730–1765 | Petrus Fagelin                    | 1694–1765  |                                             |
| 1767–1783 | Johan Israel Wising               | 1718–1783  |                                             |
| 1784–1797 | Jonas Hielm                       | 1726–1797  |                                             |
| 1798–1814 | Per Abraham Bursie                |            | Senare kyrkoherde i Angelstads församling.  |
| 1816–1837 | Andreas Matthias Ling             | 1762–1837  |                                             |
| 1837–1850 | Hans Lorentz Ekedahl              | 1781–1850  |                                             |
| 1850–1871 | Johan Sjöberg                     | 1797–1871  |                                             |
| 1872–1887 | Lamech Wieslander                 | 1817–1887  |                                             |
| 1887–1898 | Carl Gustaf Viktor Prinzell       |            | Senare kyrkoherde i Väckelsångs församling. |
| 1899–1908 | Carl Friberg                      |            | Senare kyrkoherde i Hemmesjö församling.    |
| 1908–     | Frans Jakob Natanael Rosengren    | 1866–      |                                             |